# Perdita levigata
Perdita levigata är en biart som beskrevs av Timberlake 1968. Perdita levigata ingår i släktet Perdita och familjen grävbin. Inga underarter finns listade i Catalogue of Life.